# 宝中铁路
宝中铁路是中國西北的一條鐵路線：东南边的起点是陕西省的宝鸡，经过甘肃省平凉市，最後西北边的终点是宁夏回族自治区中卫市的镇罗堡，全长498.19公里。該鐵路1990年開始興建，1996年開始通車營運。其中在陕西境内归中国铁路西安局集团管辖，在甘肃和宁夏境内归中国铁路兰州局集团管辖。宝中铁路为单线电气化铁路，途径中卫，同心，固原，平凉，华亭，陇县，千阳，宝鸡。是连接陕西，甘肃，宁夏的咽喉要道。

## 与其它铁路线的连接
- 宝鸡站：宝成铁路
- 卧龙寺站：陇海铁路
- 鳳翔站：寶麟铁路
- 平凉南站：西平铁路
- 安口窑站：安口南线
- 柳家庄站：包兰铁路
- 中卫站：太中银铁路